# Diecezja Tricarico
Diecezja Tricarico (łac. Dioecesis Tricaricensis, wł. Diocesi di Tricarico) – rzymskokatolicka diecezja ze stolicą w Tricarico we Włoszech. Biskup Tricarico jest sufraganem arcybiskupa Potenza–Muro Lucano–Marsico Nuovo.
W 2023 na terenie diecezji pracowało 78 sióstr zakonnych.

## Historia
Diecezję Tricarico erygowano w XI wieku. Pierwszy biskup Tricarico, znany z imienia rozpoczął posługę na tej katedrze w 1060.
Biskup Tricarico w latach 1624 – 1646 Pietro Luigi Carafa jako jedyny biskup na tej katedrze został kreowany kardynałem (kreacja przez papieża Innocentego X w 1645). Rok później został on mianowany prefektem Świętej Kongregacji Soboru Trydenckiego.

## Biskupi Tricarico
- Angelo Michele Onorati (1879–1903)
- Anselmo Filippo Pecci OSB (1903–1907) następnie mianowany arcybiskupem Acerenzy–Matery
- Giovanni Fiorentini (1909–1919) następnie mianowany biskupem Catanzaro
- Raffaele delle Nocche (1922–1960)
- Bruno Pelaia (1961–1974)
- Giuseppe Vairo (1976–1977) arcybiskup ad personam; jednocześnie biskup Acerenzy; następnie mianowany arcybiskupem Acerenzy
- Carmelo Cassati MSC (1979–1985) następnie mianowany biskupem Lucery
- Francesco Zerrillo (1985–1997) następnie mianowany biskupem Lucery-Troia
- Salvatore Ligorio (1997–2004) następnie mianowany arcybiskupem Matery-Irsiny
- Vincenzo Carmine Orofino (2004–2016) następnie mianowany biskupem Tursi-Lagonegro
- Giovanni Intini (2017–2022) następnie mianowany arcybiskupem Brindisi-Ostuni
- Antonio Giuseppe Caiazzo (2023–2025) jednocześnie arcybiskup Matery-Irsiny; następnie biskup Ceseny-Sarsiny
- Benoni Ambăruș (od 2025) jednocześnie arcybiskup Matery-Irsiny